# Helmsdale
Helmsdale är en ort i Storbritannien.   Den ligger i kommunen Highland och riksdelen Skottland, i den norra delen av landet, 800 km norr om huvudstaden London. Helmsdale ligger 12 meter över havet och antalet invånare är 637.
Terrängen runt Helmsdale är lite kuperad. Havet är nära Helmsdale åt sydost.  Närmaste större samhälle är Brora, 16,6 km sydväst om Helmsdale. 